# Retour chariot

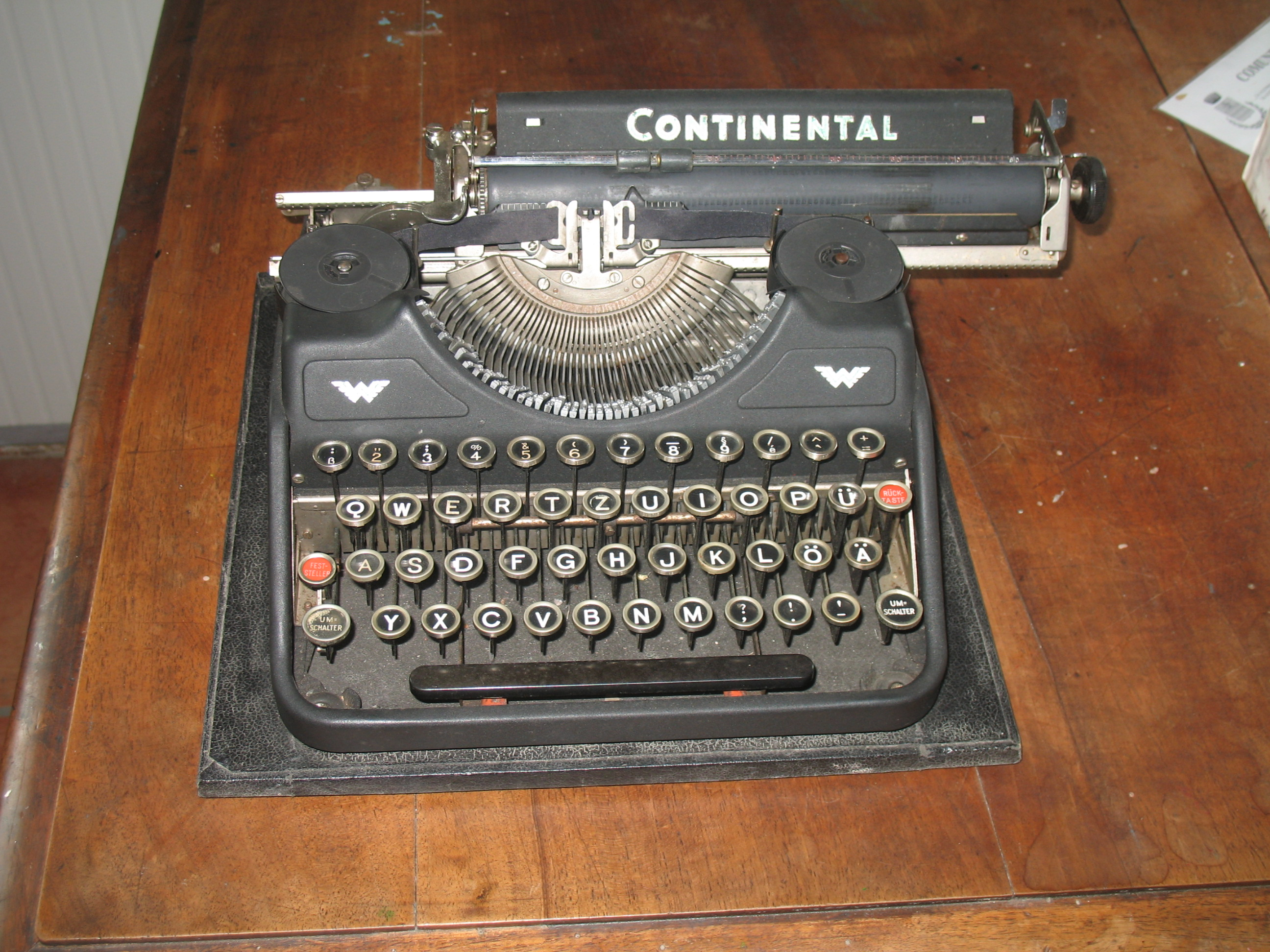
Machine à écrire, avec le chariot positionné en début de ligne.

Le retour chariot désigne originellement le mécanisme physique permettant au chariot d'une machine à écrire de revenir en butée à gauche (soit, du point de vue du rédacteur, de revenir au début de la ligne en cours). Par extension, le terme désigne usuellement le retour à la ligne sur les traitements de texte : un passage à la ligne suivante.

## Typographie
En typographie, le retour chariot est un passage forcé à la ligne suivante, qui marque de cette façon une fin de paragraphe.
Le caractère typographique utilisé en informatique pour symboliser le retour à la ligne est une flèche à angle droit (↲), à ne pas confondre avec le pied-de-mouche (¶) pour les fins de paragraphes.

## Informatique

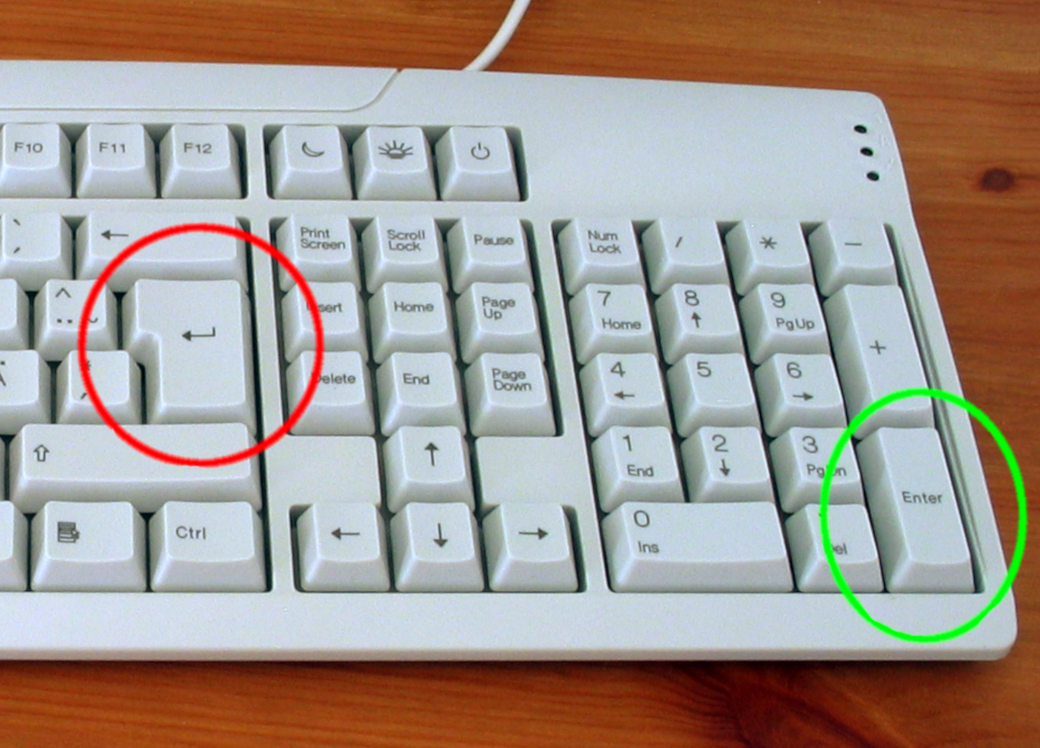
Position des touches « Enter » sur un clavier d'ordinateur.

En informatique, le retour chariot (CR, en anglais carriage return, noté <CR>) est l'un des caractères de contrôle des normes de codage de caractères ASCII et EBCDIC, il indique en tout ou en partie[pas clair], une fin de ligne. Le code ASCII du retour chariot est 13. Ce caractère non affichable est souvent représenté par le symbole « ^M » (notation caret) dans les éditeurs de texte, tels que Emacs et Vi.
Dans le système d'exploitation macOS, le retour chariot marque à lui seul la fin d'un paragraphe, tandis que Windows l'utilise conjointement au caractère « saut de ligne » (LF), ce qui donne la combinaison CRLF.
Dans la syntaxe Word et Excel, le retour chariot est noté ^l [caret (accent circonflexe) suivi de la lettre L minuscule] (à ne pas confondre avec le pied-de-mouche noté ^p [caret suivi de la lettre P minuscule]). Par exemple, pour remplacer tous les signes - d'une zone donnée par un retour chariot, dans la commande « Remplacer », il faut entrer - à remplacer par ^l[pas clair].
En langage C, ainsi que dans beaucoup d'autres langages qu'il a influencés (PHP, Perl, etc.), \r dénote ce caractère.
En shell-scripting (bash, dash, etc.), la commande echo utilise aussi la syntaxe \r pour le retour chariot.
Par exemple, avec Bash :
```
echo -e "salut chère \rvivi"
```

donne :
```
vivit chère
```

Il n'y a pas eu de saut de ligne, donc « vivi » a écrasé « salut », laissant uniquement le « t » final  visible.
L'option « -e » (pour la commande « echo » du shell), permet d'interpréter, grâce à la barre oblique inversée (« antislash »), les caractères de protection, tels que le retour chariot ou d'autres : \n (nouvelle ligne), \t (tabulation horizontale), etc.